# Pioneer-Anomalie
Als Pioneer-Anomalie wird eine leichte Abweichung der 1972 und 1973 gestarteten baugleichen NASA-Sonden Pioneer 10 und Pioneer 11 von ihren vorausberechneten Flugbahnen bezeichnet. Als Ursache gilt eine anisotrope Wärmeabstrahlung der Sonden. Bis etwa 2012 wurde eine ganze Bandbreite von Erklärungen diskutiert: von so einfachen Effekten wie einem Schub durch austretendes Gas bis hin zu einem bislang unbekannten physikalischen Effekt, weil nicht klar war, ob thermische Strahlung den beobachteten Effekt erklären kann.
Ein ähnliches ungeklärtes Phänomen ist die Fly-by-Anomalie. Wissenschaftler spekulierten, dass beide Anomalien einen gemeinsamen Grund haben könnten. Inzwischen scheint aber sicher, dass die Fly-by-Anomalie einen anderen Grund haben muss.

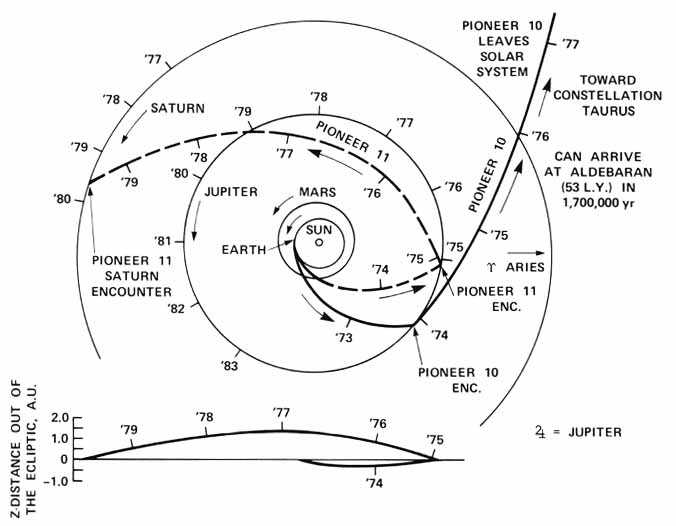
Die Flugbahnen von Pioneer 10 und 11. Die Seitenansicht unten zeigt den Flug von Pioneer 11 über die Ekliptik hinweg vom Jupiter zum Saturn.

## Allgemeine Beschreibung
Der Effekt fiel um 1980 auf, als die Raumsonde Pioneer 10 die Uranusbahn überquert hatte und etwa 20 Astronomische Einheiten von der Erde entfernt war. Es wurde beobachtet, dass die Beschleunigung der Sonde zur Sonne hin (also ihre Abbremsung) um aP = (8,7 ± 1,3) · 10−10 m/s² größer ist als mit den bekannten Einflüssen errechnet, darunter die etwa 100.000-fach größere Gravitation der Sonne. Über einen Zeitraum von 15 Jahren führte aP zu einer Diskrepanz von etwa 0,4 m/s in der Geschwindigkeit und von etwa 100.000 Kilometern (0,0007 Astronomischen Einheiten) in der Entfernung. Der Unsicherheitsbereich der Richtung des Effekts schließt folgende Richtungen ein: zur Sonne hin, zur Erde hin, parallel zur Rotationsachse der Sonde oder zu ihrer Bewegungsrichtung.
Zu dieser Zeit war die bekannte und in den Berechnungen berücksichtigte Beschleunigung durch den Strahlungsdruck der Sonne auf etwa 4 · 10−10 m/s² gesunken. Erst dadurch wurde die unerklärliche Beschleunigung messbar, die vorher im variablen Strahlungsdruck unterging. Die Abweichung von den berechneten Werten wurde bei den Messungen des Dopplereffekts an den von den Sonden zurückgesendeten Radiosignalen (zur Geschwindigkeitsbestimmung) auffällig und durch die Messungen der Laufzeiten der Signale (zur Entfernungsbestimmung) bestätigt.
Die Anomalie wurde jedoch zunächst nicht ernst genommen und als zufälliger Fehler interpretiert. Erst 1994, als der Effekt nicht verschwand, wurde er genauer untersucht. Dabei wurden von den Sonden Pioneer 10 und Pioneer 11 – die sich in die nahezu entgegengesetzte Richtung voneinander entfernt hatten und deren Daten den bis auf höchstens 3 % Unterschied gleichen Effekt zeigten – die Bahnwerte systematisch auf mögliche Ursachen hin analysiert, ohne dass ein vollständiges Erklärungsmodell gefunden werden konnte.

## Detaillierte Beschreibung

### Geschwindigkeitsmessung der Sonden
Die Navigation der Pioneersonden erfolgte mit Hilfe der Antennen des Deep Space Network (DSN), einem Zusammenschluss mehrerer Radioteleskopanlagen des Jet Propulsion Laboratory (JPL). Das DSN besteht heute aus großen Radioteleskopanlagen in Goldstone/USA, Madrid/Spanien und Canberra/Australien. Früher gab es darüber hinaus noch Anlagen in Woomera/Australien und Johannesburg/Südafrika. Dies sind jeweils Komplexe von zahlreichen Antennen. Die Antennen hatten anfangs meist Durchmesser von 26 Metern, später häufig 34 oder 64 Meter, teilweise bis zu 70 Meter.
Die Geschwindigkeitsmessung der Pioneersonden, welche für die Pioneer-Anomalie von zentraler Bedeutung ist, erfolgte über die Zwei-Wege-Dopplerverschiebung von Radiowellen.
Von den Bodenstationen wurden Radiowellen bekannter Frequenz (S-Band, etwa 2,11 GHz) zum Satelliten gesendet (Uplink). Der Satellit empfängt das Signal dopplerverschoben:
{\displaystyle \nu _{\mathrm {R} }={\frac {1}{\sqrt {1-{\frac {v^{2}}{c^{2}}}}}}\left(1-{\frac {v}{c}}\right)\nu _{\mathrm {E} }}
Dabei ist c die Lichtgeschwindigkeit, {\displaystyle v} die Geschwindigkeit der Sonde, {\displaystyle \nu _{\mathrm {E} }} die Sendefrequenz des Signals auf der Erde und {\displaystyle \nu _{R}} die Frequenz des von der Raumsonde empfangenen Signals. (Indices: E = Earth, R = remote)
Die Sonde antwortet unmittelbar mit einer 8-Watt-Sendeanlage (Antennendurchmesser: 137 cm) und einem Transponder mit einer um den festen (und exakten) Faktor 240 / 221 multiplizierten Frequenz:
{\displaystyle \nu '_{\mathrm {R} }=\nu _{\mathrm {R} }{\frac {240}{221}}\approx 2{,}292\ \mathrm {GHz} }
Dies ist notwendig, da es sich bei den Radiosignalen um kohärente Wellen handelt und man so Verfälschungen durch Interferenz der hin- und rücklaufenden Wellen vermeidet.
Beim Rückweg wird das Signal (Downlink) ein zweites Mal identisch dopplerverschoben.
Das empfangene Signal ist also zweifach doppler- und um den Faktor 240 / 221 verschoben.
{\displaystyle \nu '_{\mathrm {E} }={\frac {1}{\sqrt {1-{\frac {v^{2}}{c^{2}}}}}}\left(1-{\frac {v}{c}}\right)\cdot {\frac {240}{221}}\nu _{\mathrm {R} }\,=\,{\frac {1}{1-{\frac {v^{2}}{c^{2}}}}}\left(1-{\frac {v}{c}}\right)^{2}\cdot {\frac {240}{221}}\nu _{\mathrm {E} }}
Die relative Verschiebung ergibt sich also zu
{\displaystyle {\frac {\nu '_{\mathrm {E} }-\nu _{\mathrm {E} }}{\nu _{\mathrm {E} }}}={\frac {{\frac {19}{221}}-{\frac {461}{221}}{\frac {v}{c}}}{1+{\frac {v}{c}}}}.}
In einigen Quellen wird zur Veranschaulichung die konstante Frequenzverschiebung durch die Elektronik vernachlässigt, was zur einfacheren Form führt:
{\displaystyle {\frac {\nu '_{\mathrm {E} }-\nu _{\mathrm {E} }}{\nu _{\mathrm {E} }}}\approx -2{\frac {v/c}{1+v/c}}\approx -2{\frac {v}{c}}}
Unabhängig davon lässt sich die Entfernung der Sonde auch durch die Laufzeit des Signales bestimmen. Dies konnte bei den Pioneersonden jedoch nur zu Beginn der Mission genutzt werden.
Da die oben berechnete Geschwindigkeit die Relativgeschwindigkeit der Sonde zur Erde ist, man jedoch die Bahn in baryzentrischen Koordinaten berechnet, muss man die Geschwindigkeit der Antennen auf der Erde äußerst genau bestimmen. Dabei berücksichtigt man unter anderem:
- Rotation der Erde um die Sonne und um sich selbst
- Präzession
- Nutation
- Polbewegung
- Gezeitenkräfte
- atmosphärische Bedingungen
- plattentektonische Bewegungen

### Berechnung der Bahn und Analyse der Daten
Bei der Berechnung der Bahn wurde der gravitative Einfluss der Sonne, der Planeten, des Erdmondes und der größten Asteroiden berücksichtigt; darüber hinaus der solare Strahlungsdruck und viele weitere Einflüsse auf die Flugbahn der Sonden. Die Manöver haben unbekannt starke Auswirkungen auf die Größe, sie sind jedoch in den Messdaten einfach zu erkennen. Die theoretische Bahn wurde mit etlichen freien Parametern – darunter neben den Manövern und den Anfangsbedingungen auch die Größe der Anomalie – an die Messwerte angepasst, um die Anomalie zu überprüfen und zu bestimmen.
Die Berechnungen wurden von unabhängigen Personen mit fünf verschiedenen Programmpaketen überprüft, dadurch ist ein Rechen- oder Softwarefehler auszuschließen.

### Beschreibung
Die Blauverschiebung steigt konstant an. Der gemessene Wert der nicht erklärbaren Änderungsrate der Blauverschiebung, beträgt (5,99 ± 0,01) · 10−9 Hz/s, dies entspricht einer Beschleunigung von (8,74 ± 1,33) · 10−10 m/s². Die Beschleunigung zeigt etwa in Richtung Sonne, wobei die genaue Richtung nicht festgestellt werden konnte – so könnte es auch sein, dass sie in Richtung Erde, Geschwindigkeitsvektor oder Eigenrotationsachse zeigt.
Die Anomalie scheint relativ konstant zu sein, jedoch ist eine langsame zeitliche Abnahme nicht auszuschließen, da bisher zu wenige Daten analysiert wurden. Des Weiteren gibt es kleinere periodische Schwankungen, deren Ursprung ebenfalls ungeklärt ist. Die Beschleunigung wurde bei beiden Pioneer-Sonden beobachtet und liegt dabei nur um maximal 3 % auseinander.

## Datenlage
Die Pioneer-Sonden waren über drei Jahrzehnte im Kontakt mit der Erde. Die bisherigen Analysen betrachteten nur Daten aus etwa 11,5 Jahren von Pioneer 10 und 3,5 Jahren von Pioneer 11. Jedoch empfing man bis zum 27. April 2002 brauchbare Daten (das letzte schwache Signal wurde am 23. Januar 2003 empfangen) von Pioneer 10 und immerhin bis zum Oktober 1990 brauchbare Daten von Pioneer 11. Es gibt also etwa 17,5 Jahre Pioneer-10- und 12,5 Jahre Pioneer-11-Daten, die bisher nicht ausgewertet wurden; weniger als ein Viertel der Daten wurde bisher genutzt. Die gefunkten Daten der Pioneer-Sonden wurden vor 1987 noch nicht digital erfasst.
Eine neue Analyse aller Daten ist derzeit in Arbeit. Man hatte dabei das Problem, dass die Daten schlecht archiviert wurden; inzwischen ist es jedoch gelungen, den Großteil der Daten zusammenzutragen und zu restaurieren.

### Andere Sonden
Anfang der 1980er Jahre war Pioneer 10 die am weitesten entfernte Raumsonde. Daher ist es auch nicht verwunderlich, dass die beobachtete Anomalie bei ihr als erstes bemerkt wurde. Aufgrund anderer, stärkerer Beschleunigungen in Sonnennähe (wie durch den erwähnten Sonnenwind) ist die Anomalie erst in großen Entfernungen messbar. Daher kann bei geoorbitalen Satelliten und Mondsonden keine Abweichung festgestellt werden.
Es wurde aber berichtet, dass sich derselbe Effekt auch bei der inzwischen verglühten Jupitersonde Galileo und der europäisch-amerikanischen Sonnensonde Ulysses zeigte, obwohl für diese die Daten weniger präzise und allein nicht allzu aussagekräftig waren. Ein Aspekt, warum die Pioneer-Sonden gutes Datenmaterial liefern, ist deren einfache gyroskopische Fluglagenstabilisation (Spinstabilisierung), die leicht vorhersehbar und berechenbar ist und sich damit als mögliche Fehlerquelle leicht ausschließen lässt. Spätere Langstreckensonden wie zum Beispiel Galileo oder auch die beiden Voyager-Sonden wurden 3-Achsen-stabilisiert konstruiert mit der Folge, dass die Geschwindigkeit der Sonde durch die Lageregelung durch die Steuerdüsen stärker beeinflusst wird und sich weniger präzise herausrechnen lässt.

### Zukünftige Missionen
Zur Überprüfung und genaueren Bestimmung der Pioneer-Anomalie wurden neue Missionen entworfen. So ist geplant worden, eine äußerst symmetrische Raumsonde zu bauen, welche die Anomalie auf 10−10 bis 10−12 cm/s2 bestimmen und dabei zahlreiche mögliche Ursachen ausschließen beziehungsweise überprüfen soll. Ideal dafür wäre eine eigene Sonde; es wäre jedoch auch möglich, das mit anderen Weltraummissionen zu kombinieren.
Alternativ wurde vorgeschlagen, eine Sonde senkrecht zur Ekliptik zu starten, um zu testen, ob die Anomalie auch dann auftritt.

## Erklärungen

### Anisotrope Wärmestrahlung
Die mittlerweile weitgehend als akzeptiert geltende Erklärung der Anomalie basiert auf der räumlich ungleichmäßigen Wärmeabstrahlung der Pioneer-Sonden in der Höhe von 2 bis 5 kW, die aus Radioisotopenbatterien (RTGs) stammt. Die Abstrahlung der RTGs selbst ist weitgehend isotrop, allerdings wird ein Teil der Strahlung von der Sonde reflektiert und die Abstrahlung der Elektronik der Sonde ist mehrheitlich gerichtet. Diese Elektronik ist auf der Rückseite der Parabolantennen angebracht. Da die im Außenbereich der Sonden installierten Antennen immer zur Erde hin ausgerichtet sind, reflektieren sie die Wärmestrahlung aus dem inneren Bereich der Sonden in Flugrichtung und verursachen so eine zwar kleine, aber kontinuierliche Verringerung der Bahngeschwindigkeiten der Sonden.
Nimmt man eine Wärmequelle von 3 kW an und eine Masse der Sonde von 250 kg, erhält man:
Schub = Strahlungsleistung / Lichtgeschwindigkeit: 10 µN
Verzögerung = Schub / Masse: 4 · 10−8 m/s²
Unter der Annahme, dass nur ein Teil der Strahlung in Flugrichtung fokussiert wird, liegt die Abschätzung in der Größenordnung des beobachteten Effekts von 1 · 10−9 m/s². Mit den genannten Werten genügt dafür eine Anisotropie von 2,5 %, bzw. eine Leistung von 75 W, was deutlich unter der Verlustleistung der Elektronik der Sonden liegt.
Im April 2011 konnte ein Team portugiesischer Forscher auf Basis neuer, detaillierter Modelle für die Wärmeabstrahlung mittels Computersimulationen den Effekt vollständig auf eine ungleichmäßige Wärmeabstrahlung, insbesondere der Reflexion der Wärmestrahlung an den unterschiedlichen Bauteilen der Sonde zurückführen. Ebenfalls im April 2011 präsentierten Bremer Forscher ein auf der Finite-Elemente-Methode basierendes Verfahren, mit dem die gemessene anomale Beschleunigung komplett als thermaler Rückstoßeffekt beschrieben werden kann. Die Ergebnisse der Bremer Forschergruppe wurden im April 2012 durch eine Analyse des NASA Jet Propulsion Laboratory bestätigt.

### Früher vorgeschlagene Ursachen
Vor den Untersuchungen zur thermischen Strahlung der Sonden wurden zahlreiche andere Erklärungen in Betracht gezogen, wie:
- Daten- und Rechenfehler jeglicher Art
- Effekte der Sonde selbst wie
  - Rückstoß von aus den Treibstofftanks austretendem Gas
  - elektromagnetische Kräfte aufgrund elektrischer Ladung der Sonde
  - ungleichmäßige Alterung der Sondenoberfläche, was in einer ungleichmäßigen Wärmeabstrahlung resultiert
  - räumlich ungleichmäßiger Austritt von Helium (Zerfallsprodukt) aus der Plutonium-Energiequelle
- Effekte des Sonnensystems wie
  - Gravitationskräfte des Kuipergürtels
  - Reibungswiderstand durch interstellare Materie
  - Einschläge von Mikrometeoriten
  - ungenaue Modelle der solaren Strahlung und des Sonnenwindes
- Kosmologische Effekte
  - Expansion des Universums
- grundlegend neue Effekte wie
  - Gravitationseffekt von Dunkler Materie
  - Modifizierte Newtonsche Dynamik (MOND)
  - Frame-Dragging

Neben der oben dargestellten Erklärung können zusätzliche, aber vermutlich deutlich kleinere Effekte durch Gaslecks nicht völlig ausgeschlossen werden. So schreibt eine Gruppe um Wissenschaftler des Jet Propulsion Laboratory in ihrer ausführlichen Analyse: „Bis mehr bekannt ist, müssen wir zugeben, dass die wahrscheinlichste Ursache des Effekts eine unbekannte systematische ist. (Wir selbst sind geteilter Ansicht darüber, ob ‚Gaslecks‘ oder ‚Wärme‘ diese ‚wahrscheinlichste Ursache‘ ist.)“
Als mögliche externe Effekte kommen Gravitationseffekte durch eine ungewöhnliche Massenverteilung im Kuipergürtel oder Reibung durch interstellare Materie in Frage. Die bisherigen Messdaten für Bereiche außerhalb des Sonnensystems deuten jedoch darauf hin, dass die Dichte des interstellaren Mediums und des Staubs im Kuipergürtel um mehrere Größenordnungen zu niedrig ist, um die Anomalie der Sonden alleine durch diesen Effekt erklären zu können.
Einige Wissenschaftler sahen in der Anomalie auch einen Hinweis auf eine „neue Physik“, die nicht durch die etablierten Standardtheorien erklärbar ist. Ein Ansatz hierzu ist die modifizierte newtonsche Dynamik, da diese ebenfalls eine anomale Beschleunigung der Sonden in der beobachteten Größenordnung liefern würde.
Die Größe der Beschleunigung entspricht im Rahmen der Messgenauigkeiten auch dem Produkt aus Hubble-Konstante H0 und Lichtgeschwindigkeit c von – je nach Messverfahren – etwa (7 ± 0,6) · 10−10 m/s². Allerdings erscheint auch diese Zahl – aufgrund der plausibleren Erklärung mit der obenstehend dargelegten unsymmetrischen Wärmeabstrahlung – als eher zufällig.

## Medien
Zahlreiche Medien berichteten im Laufe der Zeit über die Pioneer-Anomalie.
Die Wissenschaftszeitschrift New Scientist führte im März 2005 die Pioneer-Anomalie als eines von 13 Rätseln der Wissenschaft auf.
Auch das Physik Journal beschäftigte sich in seiner Ausgabe vom Januar 2006 mit der Anomalie. Dort wird ein Messfehler ebenfalls mit großer Wahrscheinlichkeit ausgeschlossen.